# Muscle élévateur de l'angle de la bouche
Le muscle élévateur de l'angle de la bouche (Musculus levator anguli oris en latin) ou muscle canin est un muscle facial cutané situé dans la joue.

## Description
Le muscle élévateur de l'angle de la bouche est un muscle plat et quadrilatère.

## Origine
Le muscle élévateur de l'angle de la bouche nait au milieu de la fosse canine du maxillaire, un peu au-dessous du foramen orbitaire.

## Trajet
Le muscle élévateur de l'angle de la bouche se porte de haut en bas et un peu en dedans.

## Insertion
Le muscle élévateur de l'angle de la bouche s'achève sur la peau de la lèvre supérieure, un peu en dedans de la commissure labiale, en regard de la canine

## Innervation
Le muscle élévateur de l'angle de la bouche est innervé par le rameau buccal du nerf facial.

## Action
Le muscle élévateur de l'angle de la bouche s'élève la commissure labiale et la porte un peu en dedans, faisant apparaître la canine sous-jacente et donnant un air agressif.

## Rapports

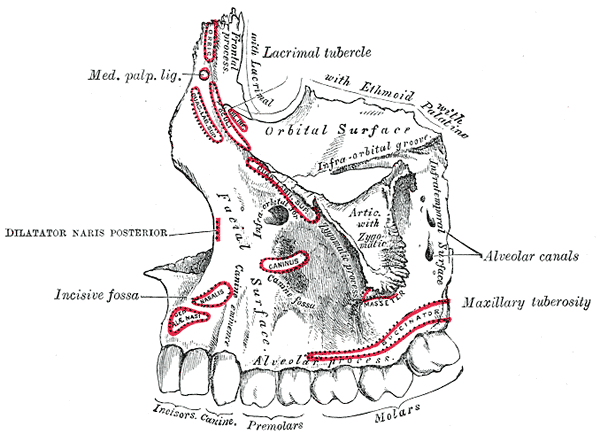
Os maxillaire

Caché à sa partie supérieure au-dessous du muscle releveur de la lèvre supérieure, Le muscle élévateur de l'angle de la bouche devient tout à fait superficiel dans sa partie inférieure où il n'est plus recouvert que par la peau. Il recouvre le maxillaire, la muqueuse orale et le muscle buccinateur.